# Множинний алелізм
Множинний алелізм — існування в популяції більше двох алельних генів.

Множинний алелізм для генів, що контролюють системи несумісності, виступає як фактор відбору, що перешкоджає утворенню зигот і організмів певних зигот.

Одним з найбільш відомих проявів множинного алелізму є успадкування груп крові у людини: у людини є ген i, попарні комбінації трьох різних алелей якого — IA, IB, i — призводять до розвитку тієї чи іншої групи крові у людини.
Множинний алелізм широко поширений в природі. Так, за цим механізмом визначається тип сумісності при запиленні у вищих рослин, типи спаровування у грибів, забарвлення шерсті у тварин, колір очей у дрозофіли, форма малюнка на листі білої конюшини. Крім того, у рослин, тварин і мікроорганізмів є алозими — білкові молекули, відмінності між якими визначаються алелями одного гена.